# Alessandro Orsini
Alessandro Orsini, né en 1592 au château de Bracciano, alors dans les États pontificaux, et décédé le 22 août 1626, est un prélat catholique et cardinal italien du XVIIe siècle.

## Biographie
Né à Bracciano, près de la ville de Rome, il est le fils de Virginio Orsini et Flavia Damasceni Peretti et issu est d’une des branches de l’illustre famille Orsini. Il passa sa jeunesse et reçut son éducation à la cour du grand duc de Toscane, Ferdinand I.   
Alessandro Orsini est créé cardinal par le pape Paul V lors du consistoire du 2 décembre 1615. Bien que cinquante ans plus jeune que le cardinal Bellarmin, il le côtoya durant cinq ans, particulièrement durant l’affaire Galilée, Orsini étant un défenseur convaincu de l’homme de science. Bien que opposé à Bellarmin durant le procès de Galilée il reconnut : « Ce que je remarquai en lui c’est, étrangement, l’opinion extrêmement modeste qu’il avait de lui-même malgré sa très grande érudition ».
Les deux cardinaux, Bellarmin et Orsini, jouèrent un rôle important au conclave de 1621, qui vit au premier tour quinze électeurs voter pour Bellarmin (sur un total de 58). Finalement le cardinal Alessandro Ludovisi fut élu et prit le nom de Grégoire XV. Légat pontifical à Ravenne la même année (1621), Orsini se fit remarquer par les services rendus aux victimes d’une grave épidémie.  
Son modèle resta le cardinal Bellarmin. C’est ainsi qu’il fut proche de la Compagnie de Jésus mais il n’obtint pas du pape Urbain VIII la permission d'entrer dans l'ordre des jésuites. Le cardinal Orsini meurt à Bracciano le 22 août 1626. Il avait fait la demande que son cœur soit enterré près de la tombe du cardinal Bellarmin au Gesù de Rome.

## Famille
Alessandro Orsini est un cousin du cardinal Federico Sforza (1645). Sa famille compte plusieurs papes et cardinaux : Célestin III (1191-1198), Nicolas III (1277-1280), et Benoît XIII (1724-1730), ainsi que Matteo Orsini (1262), Latino Malabranca Orsini (1278), Giordano Orsini (1278), Napoléon Orsini (1288), Francesco Napoleone Orsini (1295), Giovanni Gaetano Orsini (1316), Matteo Orsini (1327), Rinaldo Orsini (1350), Giacomo Orsini (1371),  Poncello Orsini (1378), Tommaso Orsini (1382/85), Giordano Orsini, iuniore (1405), Latino Orsini (1448), Cosma Orsini (1480), Giovanni Battista Orsini (1483), Franciotto Orsini (1517), Flavio Orsini (1565), Virginio Orsini (1641) et Domenico Orsini d'Aragona (1743).